# Гојбуља
Гојбуља (алб. Gojbujë) је насеље у општини Вучитрн на северном делу Косова и Метохије. У Гојбуљи сада живи око 30 српских породица у албанском окружењу. Према попису становништва из 2011. године, село је имало 588 становника, већину становништва чинили су Албанци. Срби су делимично бојкотовали попис па тачан број није познат. У селу је изграђен асфалтни пут од Вучитрна до села. Село је повезано са системом за наводњавање и градским водоводом. У селу има 2 бунара са добром киселом водом.

## Географија
Атар насеља припада територији катастарске општине Гојбуља површине 692 ha. Гојбуља је село збијенога типа, земљиште валовито. Оранице са смоницом и растреситом земљом, на којој успевају све житарице, поврће и воће. Село има заједничку листопадну шуму и погодује за сточарство. Село је смештено на подножју Копаоника, удаљено од Вучитрна око 4 км североисточно, на реци Трстеници. Село се дели на Топличанску, Бошчарску и Дробњачку махалу и махалу звану Батваре.

## Историја
У турском попису земаља Бранковића из 1455. године садашњи заселак Гојбуље Батваре (Бахаре, Бачваре) помиње се као засебно село Батваре са 33 српске куће. У Девичком поменику уписани су 1763, 1766. и 1767. Срби дародавци из Гојбуље. На сеоском гробљу стоје остаци цркве Св. Петке са очуваним зидовима од 1 метра и очуваним луком изнад западног портала. У селу су сачувани остаци старог Батварског гробља из прве половине 17. века. Гојбуља је обновљена 1820. године. Обновитељи су Јездићи из Добре Луке и до данас непрекидан је живот Срба у овом селу без Албанаца. На темељима старе цркве обновљена је и сазидана нова црква 1986. посвећена Св. Петки, код које је и гробље.
Од 27. до 29. маја 1982. на стрелишту код Гојбуље је одржавано школско бојево гађање око „1000” ученика друге године средњошколског центра „Мухарем Бектеши” из Вучитрна. „Један велики број” ученика је према сведочењу мештана ушао у „националистичке испаде, вређање месног становништва, малтретирање појединаца, наношење штете”. У школи су тврдили да „ниједан од 800 ученика” није правио испаде и да су тврдње мештана „тешка увреда за њих”.
Гојбуља је у то време била насељена искључиво Србима, била је центар месне заједнице која је обухватала још шест села, настањених скоро искључиво Албанцима: Мироче, Караче, Шљивовица, Скочна, Судимља Доња и Ново Село Бегово.

## Порекло становништва по родовима
Махала Батваре, нешто мало издвојена од села, рачуна се као заселак Гојбуље. Батваре је чак и старије од (садашње) Гојбуље. Оно је прво било лево од реке, на местима званим Старо Батваре и Кућиште. Ту је и старо батварско хришћанско гробље. Шта је било с тим старим Батварчанима није познато, тек у другој половини 18. века ту су се били настанили неки Албанци. Те су Албанце око 1820. затекли и од њих купили земљу Срби Јездићи, а Албанци се иселили у Смрековницу где су постали чифчије код својих рођака. У то време или нешто касније род Топличани заснива садашњу Гојбуљу, где се доцније „због болештине“ пресељавају и Јездићи са старог Батвара.
Подаци из 1938. године:
- Топличани (14 кућа, Св. Никола). Доселили се око 1820. из Топлице, из села Сибнице. Оснивачи су садашње Гојбуље. Појасеви у 1935. од досељења у Гојбуљу: Ивко, Јова, Зарко, Ананије (70 година).
- Јездићи (7 кућа, Св. Никола). Доселили се око 1820. из Куча. Прво су се задржали у Метохији (код Баковице), па онда на Косову, у Доброј Луци. Ту их осветници нађу, јер су из матице избегли од крвне освете, и у борби с њима, кажу, погинуло 17 чланова овог рода. Неки су после те погибије отишли у Ужице, а други остали на Косову и са Топличанима образовали чифлик Махмуд-бега вучитрнског у Гојбуљи. Појасеви у 1935. од досељења у Гојбуљу: Језда, Рака, Радисав, Јован, Лазар (50 година).
- Дробњаци (12 кућа, Ђурђевдан). Доселили се из Дробњака преко Ибарског Колашина, где су се били задржали, после Топличана. Појасеви у 1935. од досељења: Сава, Ива, Данче, Ђорђе, Милутин (34 године).
- Касаловићи (4 кућа, Света Петка). Досељени из Зупча у Ибарском Колашину око 1870.
- Бошчари (11 кућа, Св. Лука). Досељен из Угљара у Ибарском Колашину на годину дана после Касаловића.
- Колашинци (2 кућа, Митровдан). Доселили се 1902. из Зубиног Потока у Ибарском Колашину.
- Сурци (4 кућа, Св. Никола). Пресељени из Ропице у Слатину (вучитрнску), па одатле у Гојбуљу око 1895.
- Мирачани (3 кућа, Св. Никола). Пресељени из рода Анђелковића у Мирачу 1910.[10]

## Учесници ослободилачких ратова 1912—1918.
- Миловановић Благоје, Церска битка
- Миловановић Михајло, погинуо на Солуну
- Миловановић Серафин, Топлички устанак
- Миловановић Вукмир, Топлички устанак
- Савић Цветко, Солунски фронт
- Спасић Живко, Топлички устанак
- Миленковић Вукмир, Топлички устанак
- Зарковић Трајко, битка на Церу

## У логорима и заробљеништву 1941—1945.
- Ђорђевић Милорад, Немачка
- Ђурковић Александар, Немачка
- Зарковић Сарафин, Немачка, прешао у Енглеску,
- Савић Благоје, Немачка
- Савић Драгутин, Немачка

## Учесници Другог светског рата (1941—1947)
- Анђелковић Вукоје
- Анђелковић Вукосав
- Димитријевић Бранко
- Димитријевић Ђорђе
- Димитријевић Трајко
- Ђорђевић Велибор
- Ђорђевић Миодраг
- Ћурковић Витомир
- Ћурковић Милица
- Ћурковић Слободан
- Јовић Божидар
- Јовановић Драгомир
- Јовановић Милутин
- Јовановић Радуле
- Јовановић Радмила
- Лазић Новица
- Милић Божидар
- Милић Вукадин
- Милић Гојко
- Милић Душан
- Ћурковић Светолик
- Милић Срдомир
- Миловановић Живорад
- Миловановић Мирослав
- Миленковић Милан
- Миленковић Петар
- Миленковић Ратко
- Миленковић Стојан
- Мирковић Слободан
- Михајловић Драгомир
- Михајловић Милош
- Перић Драган
- Перић Светомир
- Савић Миодраг
- Спасић Вукомир
- Спасић Радоје
- Спасић Миломир
- Спасић Пана[11]

## Погинули у Другом светском рату (1941—1947)
- Димитријевић Бранко, Сува Река, 1945.
- Милић Вукашин, Приштина, 1945.
- Милић Срда, Романија, 1945.
- Миленковић Стојан, Сува Река, 1945.
- Савић Миодраг, Приштина, 1945.[11]

## Жртве Другог светског рата
- Анђелковић Никола, у кући 1944.
- Ћурковић Петар, у селу 1944.
- Јанковић Љубомир, од савезничке авијације 1944.
- Миленковић Сава, Горња Судимља 1920, од качака
- Перић Мија, у селу 1944, чувајући стоку
- Перић Мирко, у жандармеријској станици претучен 1941.
- Радосављевић Трајко, на њиви 1941.
- Савић Милутин, у Блацу 1942. од четника.
- Савић Радомир, на њиви 1941.

## Демографија
| Година       | 1948 | 1953 | 1961 | 1971 | 1981 | 1991 | 2011 |
| ------------ | ---- | ---- | ---- | ---- | ---- | ---- | ---- |
| Становништво | 449  | 502  | 482  | 473  | 420  | 454  | 588  |

|  |

## Етнички састав
Према попису из 2011. године Албанци су у овом месту чинили 97,96% становништва, Срби 1,70%. Срби су делимично бојкотовали попис па тачан број није познат.